# 高如松
高如松（1905年5月—1974年5月17日），男，湖北省谷城县人，中国政治人物。早年从事革命运动，中华人民共和国成立后，曾任湖北省襄阳行政区专员公署第一任专员，中共武汉市第二区（后改称硚口区）委员会第一任区委书记。

## 生平
1905年生于湖北省谷城县茨河镇白龙岗村。3岁丧父，10岁丧母。1923年就读于襄阳樊城鸿文中学，后转入湖北省立第十中学，1925年参与声援五卅运动，同年底加入中国共产党。1926年，任中国共产主义青年团襄阳地方委员会书记。1927年10月至1928年春、1930年春至1931年底，两度担任中共谷城县委书记。期间建立薤山游击队，任谷城县苏维埃政府副主席，参与并领导农民武装斗争。1938年赴延安，任中共中央组织部干事，参加中共中央党校的学习。1945年9月被派往东北地区，历任热河省林西县委书记、赤峰市委书记等职。1947年，调任嫩江省委民运部长。
1949年5月20日，任中共襄阳地委副书记，同年7月12日任襄阳行政区专员公署专员。1950年3月调至武汉工作。1950年7月，任中共武汉市第二区委员会书记，同时兼任区纪委书记、区各界人民代表会议协商委员会主席。
1952年调至中央，历任铁道部机车车辆制造局副局长，国家计划委员会研究室主任、基本建设计划局副局长，化学工业部对外联络司副司长、财务司副司长、司长、专家司司长等职。1974年5月17日在北京逝世。

## 相关文献
- 武汉市硚口区地方志编纂委员会 (编). . 武汉: 武汉出版社. 2007: 927. ISBN 9787543036413.
- 湖北省地方志编篡委员会 (编). . 武汉: 湖北人民出版社. 2000: 1150–1151. ISBN 7216028600.
- 湖北省襄樊市地方志编纂委员会 (编). . 北京: 中国城市出版社. 1994: 962. ISBN 9787507406955.

| 中国共产党职务         | 中国共产党职务                                        | 中国共产党职务         |
| ---------------------- | ----------------------------------------------------- | ---------------------- |
| 新頭銜                 | 中国共产党武汉市第二区委员会书记 1950年7月－1952年1月 | 繼任： 孙荣章 （代理） |
| 中華人民共和國政府职务 |                                                       |                        |
| 新頭銜                 | 湖北省襄阳行政区专员公署专员 1949年7月－1950年3月     | 繼任： 杜景云          |